# St-Étienne (Cournanel)
St-Étienne ist eine römisch-katholische Kirche in Cournanel im Département Aude in Frankreich. Die Kirche wurde 1948 als Monument historique klassifiziert.

## Geschichte
Die dem heiligen Erzmärtyrer Stephanus geweihte und im 12. Jahrhundert im Baustil der Romanik errichtete Kirche wurde im Jahr 1162 zum ersten Mal erwähnt. Die Kirche entspricht dem in der Region weitverbreiteten Typus romanischer Landkirchen mit einschiffigem Langhaus, das im Osten mit einer Halbkreisapsis schließt. Das Gotteshaus befindet sich westlich unterhalb der Bischofsburg der Bischöfe von Alet und dürfte als Burgkapelle gedient haben. Ihre heutige Gestalt erhielt sie nach Zerstörungen in den Hugenottenkriegen im 19. Jahrhundert. Eine grundlegende Renovierung erfolgte 2005.